# Eilema griseoflava
Eilema griseoflava är en fjärilsart som beskrevs av Rothschild 1913. Eilema griseoflava ingår i släktet Eilema och familjen björnspinnare. Inga underarter finns listade i Catalogue of Life.